# Wout Buitenweg
Wout Buitenweg (Utrecht, 24 dicembre 1893 – Utrecht, 10 novembre 1976) è stato un calciatore olandese, di ruolo attaccante.

## Carriera
Con la nazionale olandese prese parte alle Olimpiadi del 1928.